# アクサレディスゴルフトーナメント
アクサレディスゴルフトーナメント in MIYAZAKI（AXA LADIES GOLF TOURNAMENT in MIYAZAKI）は2013年から日本女子プロゴルフ協会の公認、FNN・NNN・ANNトリプルクロスネット局であるテレビ宮崎（UMK）の主催、アクサ生命保険の特別協賛により復活（正式には新規開催扱い）する女子プロゴルフトーナメントで、宮崎県宮崎市にあるUMKカントリークラブ（テレビ宮崎の関連会社が運営）を舞台にして行われる。2025年現在、賞金総額1億円、優勝賞金1800万円。2020年は新型コロナウイルス感染拡大のため中止となった。
なお本項では2007年から2009年まで行われた同名の試合についても記述する（ただし現大会との関連はない）。

## 歴代優勝者
| 開催年 | 開催回 | 優勝者                                 | スコア                                 | 備考                                                                                   |
| ------ | ------ | -------------------------------------- | -------------------------------------- | -------------------------------------------------------------------------------------- |
| 2013年 | 第1回  | 堀奈津佳                               | -14                                    |                                                                                        |
| 2014年 | 第2回  | 渡邉彩香                               | -13                                    |                                                                                        |
| 2015年 | 第3回  | 笠りつ子                               | -7                                     | イ・ボミとのプレーオフを制す。                                                         |
| 2016年 | 第4回  | キム・ハヌル                           | -9                                     |                                                                                        |
| 2017年 | 第5回  | 若林舞衣子                             | -9                                     | 5年ぶりのツアー勝利。                                                                  |
| 2018年 | 第6回  | フェービー・ヤオ                       | -12                                    | 比嘉真美子とのプレーオフを制す。                                                       |
| 2019年 | 第7回  | 河本結                                 | -15                                    | 通算15アンダーの大会新記録をマークしてプロ初優勝。                                     |
| 2020年 | 第8回  | 新型コロナウイルス感染拡大の影響で中止 | 新型コロナウイルス感染拡大の影響で中止 | 新型コロナウイルス感染拡大の影響で中止                                                 |
| 2021年 | 第9回  | 岡山絵里                               | -13                                    | 各日上限1000人限定で有観客開催                                                         |
| 2022年 | 第10回 | 西郷真央                               | -9                                     | 各日上限5000人限定で有観客開催、2日目は悪天候のため中止。36ホールに短縮                |
| 2023年 | 第11回 | 山内日菜子                             | -10                                    | 4年ぶりに観客制限撤廃、主催者推薦で出場した地元出身の山内日菜子がツアー8年目で初優勝。 |
| 2024年 | 第12回 | 臼井麗香                               | -13                                    | 最終日は悪天候のため中止。36ホールに短縮                                               |
| 2025年 | 第13回 | 工藤遥加                               | -10                                    | プロ15年目でツアー初優勝。                                                             |

## テレビ中継
- 先述の通りテレビ宮崎（UMK）が主催、またフジテレビ（CX）を始めとするFNS27社が後援に入っているため、テレビ宮崎・フジテレビ系列（予選ラウンドは宮崎県ローカル、最終日は全国ネット）、BSデジタル放送のBSフジ、及びCS放送のフジテレビONEで放送している。しかし2025年は中居正広・フジテレビ問題の影響で両社が後援を外しており、テレビ宮崎の制作著作と関西テレビ放送（KTV／カンテレ）の制作協力により、初日・2日目は宮崎県ローカルで、最終日はフジテレビを除く各系列局で放送された[17][18]。また、BS10でも地上波版を同一スポンサーでディレイ放送した[19]。なお、JLPGAの放映権を持つU-NEXTは従来通り放送した。
  - 中継は例年はフジテレビのスタッフが中心となって行ったため、形式上テレビ宮崎とフジテレビの共同制作であるが、「制作著作・フジテレビ、制作協力・テレビ宮崎（他FNS系列数局）」という形を取っていた（同例は『宮里藍 サントリーレディスオープンゴルフトーナメント』や過去の『日医工女子オープンゴルフトーナメント』も該当）。
    - ただし、2025年は前述の理由によりテレビ宮崎が制作著作、関西テレビ（カンテレ・KTV）が筆頭の制作協力[20]という形式で行われ、実況アナウンサーの派遣[21]とネットワークへの配信は関西テレビが行った。スコアテロップも通常のフジテレビ仕様ではなく関西テレビ仕様のもの[22]が使われ、番組のテーマ曲もフジテレビ制作のもので使われる『Let me go』（鳥山雄司）ではなく、前年の本大会の前夜祭で披露された『SIGNAL』（井手綾香）[23]を使用した[24]。

## 旧・アクサレディス（2007年 - 2009年）
旧大会は2007年からアクサ生命保険の主催、日本女子プロゴルフ協会公認により、7月最終週 - 8月第2週に北海道苫小牧市の苫小牧ゴルフリゾート72・エミナゴルフクラブで行われ、2009年で終了した。2009年実績、賞金総額8000万円、優勝賞金1440万円。

### 旧大会歴代優勝者
| 開催年 | 開催回 | 優勝者       | スコア | 備考                                    |
| ------ | ------ | ------------ | ------ | --------------------------------------- |
| 2007年 | 第1回  | 張娜         | -7     |                                         |
| 2008年 | 第2回  | 諸見里しのぶ | -6     |                                         |
| 2009年 | 第3回  | 上田桃子     | -11    | 有村智恵、 李知姫とのプレーオフを制す。 |

### テレビ中継
- テレビ中継は2007年については2日目・最終日の模様をテレビ東京を始めとするTXN系列6局及びBSデジタル放送のBSジャパンで放送され、さらに最終日はTXN系列のない地域の他系列及び独立UHF局の計28局でも放送された。2008年及び2009年はTBSが放送権を獲得したため、最終日のみJNN系列28局ネット及びBSデジタル放送のBS-TBS、系列外の秋田テレビ（FNS系列。秋田県にTBS系列がないため）で全国放送された（BS-TBSでの放送は2009年のみ）。
- なお、2008年・2009年大会はTBSが製作主導となっていたが、地元の北海道放送（HBC）も制作協力で携わっていた。HBCでは男子プロゴルフトーナメント「長嶋茂雄招待セガサミー杯」及び「サン・クロレラクラシック」（2012年で終了）を2週連続して製作しており、北海道で開催されるプロゴルフツアーを3週連続して制作に携わる形となっていた。

## 参考
- 日本女子プロゴルフ協会 アクサレディスゴルフトーナメント